# Berlin Calling
Berlin Calling ist ein Spielfilm des deutschen Regisseurs Hannes Stöhr, der in der Szene der elektronischen Musik spielt. Die Hauptrolle spielt der als Liveact und Produzent bekannte Paul Kalkbrenner.

## Handlung
Der Berliner DJ und Produzent Martin Karow, genannt Ickarus, tourt mit seiner Managerin und Freundin Mathilde durch die Tanzclubs der Welt. Zudem möchte er bald sein neues Album veröffentlichen. Um die Tage und Nächte durchzuhalten, nimmt er aufputschende Drogen, die er von seinem Freund Erbse bekommt. Nachdem Ickarus jedoch bei einem Auftritt eine PMA-haltige Ecstasy-Tablette konsumiert hat, erleidet er eine drogeninduzierte Psychose. Er bewegt sich alleine durch die Stadt, reißt sich die Kleider vom Leib. Am nächsten Morgen, noch immer unter Drogen stehend, frühstückt er in einem Hotel, wo er mit seinem Essverhalten die Aufmerksamkeit des Hotelpersonals auf sich zieht. Daraufhin wird er in eine Berliner Nervenklinik eingeliefert, was die Veröffentlichung seines Albums und seine nächsten Auftritte stark gefährdet.
In der Klinik lernt er unter anderem Patienten kennen, die Crystal Pete und Goa Gebhard genannt werden. Die Ärztin Dr. Paul rät Ickarus dazu, eine Ruhepause unter ihrer Aufsicht einzulegen. Sie betont dabei die Freiwilligkeit seines Aufenthalts in der Klinik. Ickarus möchte dennoch an seinem Album weiterarbeiten und lässt sich sein Notebook und seinen MIDI-Controller in die Klinik bringen. Daneben entfernt er sich mehrmals von der Klinik, besucht Veranstaltungen und nimmt weiterhin Drogen zu sich. Alice, die Chefin des Plattenlabels Vinyl Distortion, sagt bei Mathilde die Veröffentlichung des neuen Albums ab. Daraufhin zertrümmert Ickarus ihr Büro.
Mathilde verlässt die gemeinsame Wohnung und flüchtet zu ihrer Freundin und Clubmitarbeiterin Corinna. Nachdem Ickarus dies bemerkt hat und zudem das Finanzamt in einem Brief 25.000 Euro an Steuern von ihm nachfordert, versucht er, Mathilde bei Corinna aufzusuchen, aber Mathilde will ihn nicht sehen. Die Klinikleiterin erklärt Ickarus, er könne nicht in der Klinik bleiben, weil er die Therapieanweisungen nicht befolgt und unabgesprochen die Klinik verlässt. Ickarus überredet daraufhin abends einen Zivi, eine Abschiedsparty in der Klinik geben zu dürfen, für die er Prostituierte bestellt und Drogen besorgt. Dies hat zur Konsequenz, dass er in die geschlossene Abteilung der Klinik überwiesen wird.
Mathilde und der Vater von Ickarus kämpfen um seine Entlassung. Nachdem sein Label ihn wieder aufnimmt, möchte Ickarus sein Album zunächst unter dem Namen Titten, Techno & Trompeten veröffentlichen. Doch die Plattenfirma entscheidet sich für den Namen Berlin Calling und ein Covershooting für das Album in der Klinik.
Nach seiner Entlassung kehrt Ickarus in seine Wohnung zurück, wo er weiter seine von der Ärztin Dr. Paul verordneten Tabletten einnimmt und viel schläft. Doch der Record Release steht bevor und da ihn seine Tabletten schläfrig machen, beschließt er sie gegen die Anweisung selbst abzusetzen, was laut Dr. Paul einen Rückfall zur Folge haben könnte. Am selben Tag wird er von Erbse, seinem ehemaligen Drogendealer, und Jenny, einem Groupie, mit dem Ickarus geschlafen hat, besucht. Sie nehmen Koks in seiner Wohnung ein. Statt sich verleiten zu lassen, löst Ickarus das gesamte Koks in einem Glas Cola auf und geht nach dem Versprechen, es zu bezahlen.
Der Film endet mit Parallelen zum Anfang: Ickarus legt in einem Club auf, abschließend sieht man ihn mit Mathilde an einem Flughafen.

## Soundtrack
Der Soundtrack wurde (mit Ausnahme von Sascha Funke – Mango) komplett von Kalkbrenner produziert. Der Titelsong Sky and Sand entstand zusammen mit seinem Bruder Fritz Kalkbrenner. Einige Tracks, die bereits vorher veröffentlicht worden waren, unter anderem Gebrünn Gebrünn und Altes Kamuffel, wurden als sogenannte Berlin Calling Edits neu aufbereitet.
Sky and Sand erreichte Platz 29 der deutschen Singlecharts und steht mit 129 Wochen derzeit (2025) auf Platz 8 der Liste der Lieder, die am längsten in den deutschen Singlecharts verweilten.

## Hintergrund
Regisseur Hannes Stöhr fand die Inspiration für seine Geschichte in DJs, die mit Plattenkoffern umherziehen. Er wollte den harten Beruf dieser Menschen zeigen und einen Musiker darstellen, der kein Superstar ist. Er begann, Figuren der Generation ab 30 vom Leben abzuschreiben. Ende 2003 suchte er nach der richtigen Musik für den Film und fand seinen Hauptdarsteller Paul Kalkbrenner. Stöhr fand in dessen Musik eine „klare Struktur, ein gutes Gefühl für Dramaturgie, ein Gespür für Melodie und eine Liebe zum Detail“.
Als Drehorte wurden unter anderem die beiden Berliner Clubs Maria und  Bar25 verwendet. Weitere Drehorte: der U-Bahnhof Alexanderplatz und das Gesundheits- und Sozialzentrum Moabit.
In Berlin Calling liegen Tragik und Komik, etwa in der Szene, als Ickarus in die Drogenklinik eingeliefert wird, nah beieinander. Dazu Stöhr: „Man hätte die Einlieferung […] auch ganz tragisch erzählen können, als ausweglose Sackgasse. […] Mir war aber wichtig, dass Ickarus jetzt kämpfen muss […] Den Kampf mit der Welt drückt er in seiner Musik aus. Und wenn Hoffnung da ist, dann ist auch Raum für Komik.“
Die Szenen in der Klinik erinnern stark an die des Films Einer flog über das Kuckucksnest. So ist Ickarus wie McMurphy im Gegensatz zu den anderen Patienten relativ normal, es gibt einen Patienten, der nicht spricht, und Ickarus schleust wie McMurphy Frauen zum Feiern in die Klinik.

## Kritik
„Hannes Stöhr gelingt fulminant das, was noch keinem Regisseur so gelungen ist: Das Erlebnis der Berliner Technonächte einzufangen. Der Zuschauer erlebt im Kinosessel eine Clubnacht aus Musik, Hedonismus und Rausch […] Paul Kalkbrenner legt ein sensationelles Schauspieldebüt hin.“

„Wer die Faszination von Techno nie verstanden hat, wird Techno als Musik und vielleicht sogar als Partykultur nach diesem intelligenten Film vielleicht mit freundlicheren Augen sehen.“

„Wie bereits in seinem Debütfilm "Berlin is in Germany" verbindet Stöhr auch hier ein dokumentarisch geschultes Gespür für Berliner Lebensgefühl mit dem Drama einer vom Scheitern bedrohten Existenz, mit einer Tragödie, der er immer wieder lichte, fast komische Momente verleiht.“

„Auch das lebendige Gefühl von Authentizität, das sich vor allem bei den an Originalschauplätzen während regulärer Partys gedrehten Clubaufnahmen einstellt, unterscheidet "Berlin Calling" von manchen genreverwandten Werken.“

„Paul Kalkbrenners wunderbarer Soundtrack spricht eine andere Sprache. Vielleicht ist es der sentimentalste Techno aller Zeiten, aber er liefert dem Film eine nuancierte emotionale Struktur. Und Kalkbrenners zurückgenommenes Schauspiel ist dem ebenbürtig. Aber auch Rita Lengyel als Freundin Mathilde ist nicht zu übersehen. Sie ist ebenso glaubhaft in ihrem Zustand konservierter Mädchenhaftigkeit.“

## Auszeichnungen / Nominierungen
Anne Fabini wurde 2009 für den Deutschen Filmpreis in der Kategorie Bester Schnitt nominiert.
Die Deutsche Film- und Medienbewertung FBW in Wiesbaden verlieh dem Film das Prädikat besonders wertvoll.